# Signale – Ein Weltraumabenteuer
Signale – Ein Weltraumabenteuer es una película de ciencia ficción germana-polaca escrita y dirigida por Gottfried Kolditz, que DEFA produjo junto con la compañía cinematográfica polaca Przedsiebiorstwo Realizacji Filmów Zespoły Filmowe Warszawa. Es una adaptación cinematográfica de la novela Asteroidenjaeger de Carlos Rasch (1961).
Para el bloque del Este, esta película estaba destinada a ser una especie de 2001, una Odisea del Espacio (1968) de Stanley Kubrick.

## Sinopsis
En el siglo XXI la nave espacial Ikaros mide el vacío intergaláctico y busca vida inteligente otros sistemas solares. En las cercanías de Júpiter, las computadoras interceptan repentinamente una extraña señal extraterrestre: es una lluvia de asteroides que caen sobre el Ikaros, privándole de toda comunicación con la Tierra. La búsqueda de supervivientes no tienen éxito. El comandante Veikko quiere volver a intentarlo con su nave Laika, pero tiene que "camuflar" su operación de rescate como trabajo de mantenimiento en estaciones espaciales no tripuladas. Con una tripulación heterogénea, consigue encontrar supervivientes de la Ikaros que han resistido durante muchos meses en una parte aún funcional de los escombros.

## Ficha técnica
- Título original: Signale – Ein Weltraumabenteuer
- Título francés: Signal, une aventure dans l'espace
- Título polaco: Sygnały MMXX
- Producción: Gottfried Kolditz
- Guion: Gottfried Kolditz y Claus-Ulrich Wiesner, basado en la novela Asteroidenjaeger de Carlos Rasch
- Música: Karl-Ernst Sasse
- Telones de fondo: Roman Wołyniec
- Disfraces: Günter Schmidt y Marianne Schmidt
- Fotografía: Otto Hanisch
- Montaje: Helga Gentz
- Producciones: Hildebrandt Dorothée y Marceli Nowak
- Compañías de producción: Deutsche Film AG y PRF Zespol Filmowy
- Empresa distribuidora: VEB Progress Film-Vertrieb
- Efectos especiales: Stanislaw Dulz y Kurt Marks
- País de origen: República Democrática Alemana,  Polonia
- Idioma original: alemán
- Formato: color (Orwocolor) - 2.20: 1 • 35 mm - 70 mm - 70 mm 6 vías
- Género: ciencia ficción
- Duración: 91 minutos
- Fechas de lanzamiento:
  - RDA: 17 de diciembre de 1970
  - Polonia :20 de mayo de 1971

## Distribución
- Piotr Pawłowski : Veikko
- Evgueni Jarikov : Pawel
- Gojko Mitić : Terry
- Alfred Müller : Konrad
- Helmut Schreiber : Gaston
- Soheir Morshedy: Samira
- Irena Karel : Juana
- Karin Ugowski : Krystyna
- Iurie Darie : capitán

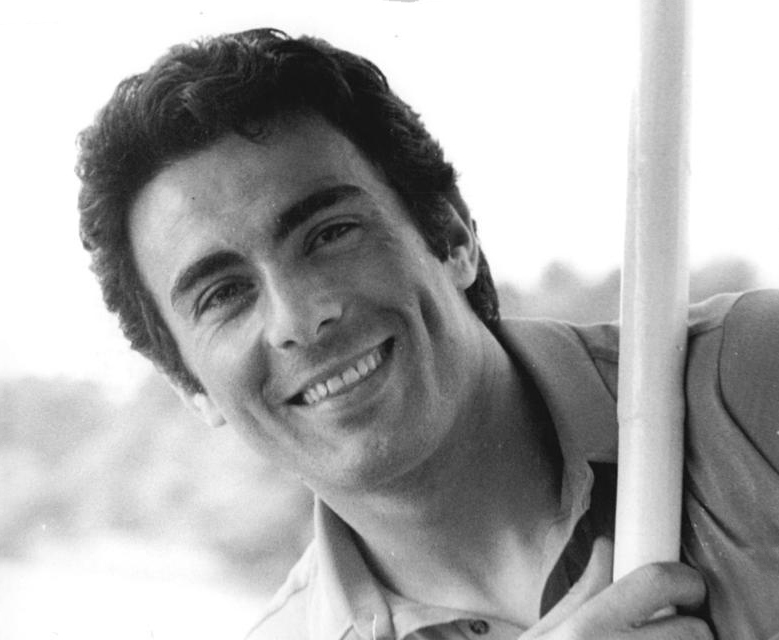
Gojko Mitić en 1969.

- Friedrich Richter : jefe de equipo de seguridad
- Ewa Szykulska : Rosi, secretaría

## Producción

### Desarrollo
El director Gottfried Kolditz compró los derechos para adaptar la primera novela Asteroidenjäger (Los cazadores de asteroides) del brasileño germanizado Carlos Rasch, publicada en 1961 .

### Rodaje
El rodaje tiene lugar en el estudio de Deutsche Film AG, en asociación con la empresa polaca PRF Zespol Filmowy.

### Música

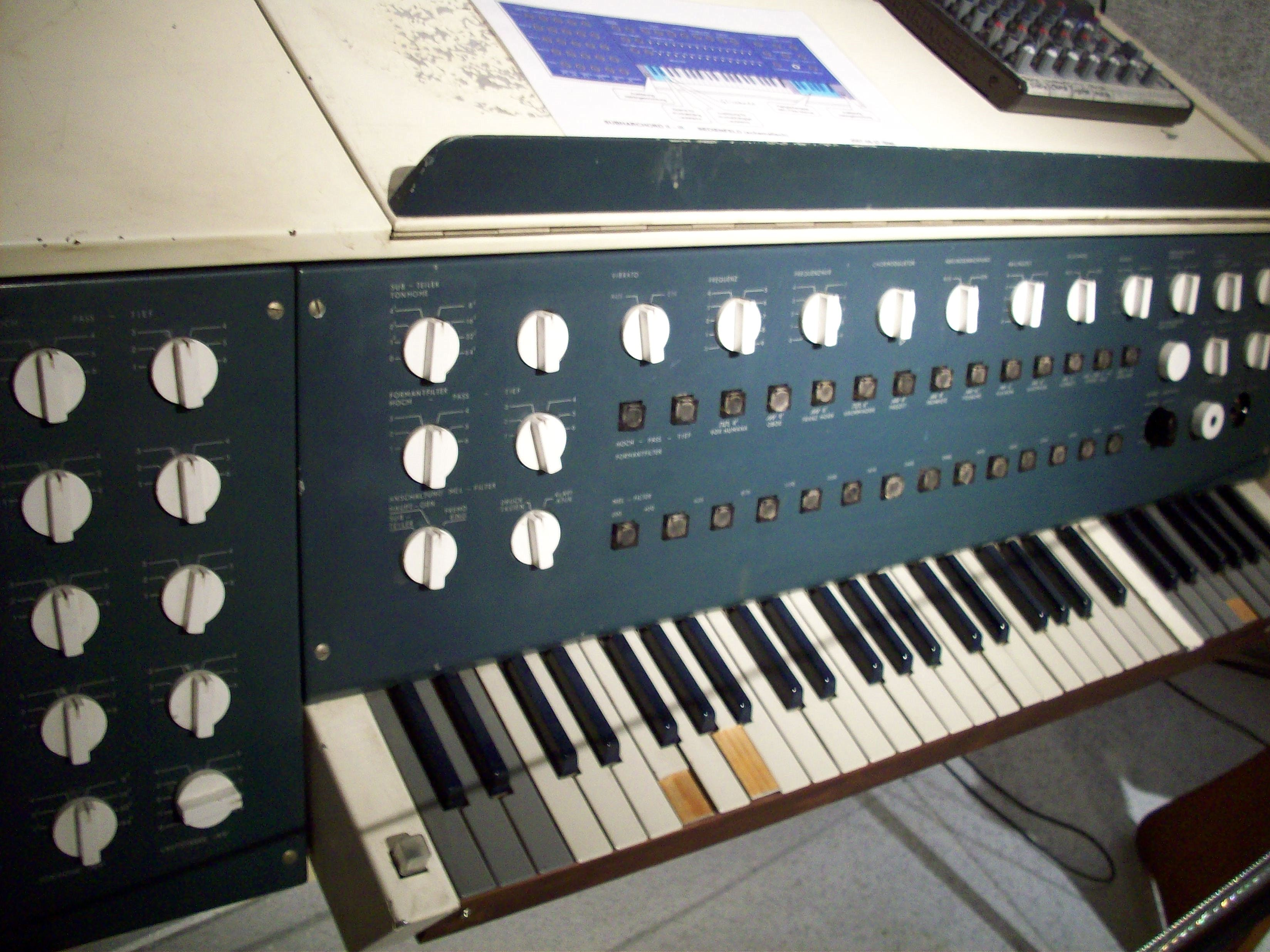
El Subharchord II se utilizó para la película.

La música de cine fue interpretada por uno de los compositores alemanes más importantes y conocidos de la República Democrática Alemana, Karl-Ernst Sasse (1923-2006), utilizando instrumentos musicales electrónicos, en particular el Subharchord. Antes de trabajar en la música de esta película, el compositor había visto en secreto 2001, una Odisea del Espacio sin ser consciente de la música clásica de Richard Strauss, Johann Strauss Jr., György Ligeti o Aram Khatchaturian, pero descubriendo los sonidos electrónicos .
Aunque la película se estrenó en 1970, no ha existido ninguna banda sonora de esta película a excepción de una presencia en una compilación llamada Kosmos: Soundtracks of Eastern Germany's Adventures in Space lanzadas en noviembre de 2001, y que reúne la música de las películas Der Schweigende Stern, Eolomea, Im Staub Der Sterne y, por supuesto, Signale - Ein Weltraumabenteuer .

## Recepción

### Estrenos internacionales

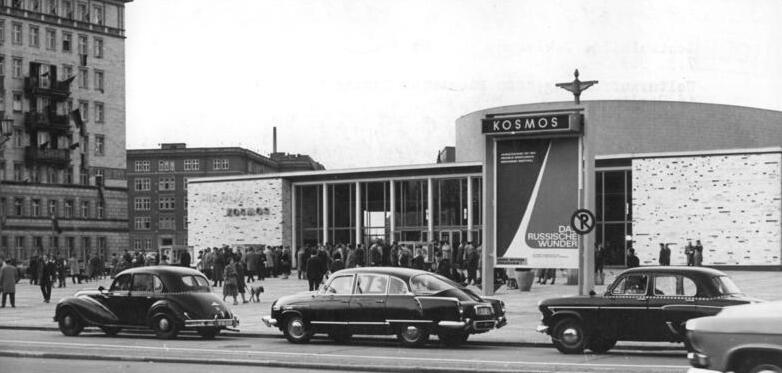
El cine Kosmos.

Signal, una aventura en el espacio se estrena por primera vez el 6 de diciembre de 1970 en la gran pantalla de Kosmos situado en la Karl-Marx Allee en Berlín, que era el cine más grande de la RDA y se usó hasta 1989 como cine principal, donde tuvieron su premier muchas películas del Deutsche Film studio AG, antes ser estrenada once días después en toda la República Democrática Alemana.
Esta película es una de las más importantes de la historia del cine alemán, demostrando su capacidad técnica, en particular, sobre las imágenes de cuerpos flotantes en gravedad cero en el espacio. También es un ejemplo particularmente interesante que recuerda claramente a la película 2001, una Odisea del Espacio de Stanley Kubrick, estrenada en 1968.
En cuanto a Polonia, se estrenó bajo el título Sygnały MMXX, el 20 de mayo de 1971 .